# Девас
Девас (хинд. देवास) је град у Индији у држави Мадја Прадеш. Према незваничним резултатима пописа 2011. у граду је живело 289.438 становника.

## Становништво
Према незваничним резултатима пописа, у граду је 2011. живело 289.438 становника.
| 1991.   | 2001.   | 2011.   |
| ------- | ------- | ------- |
| 164.364 | 231.672 | 289.438 |